# Ted Kaufman
Edward E. "Ted" Kaufman (født 15. marts 1939 i Philadelphia) er en amerikansk politiker. Han var medlem af USA's senat og repræsenterede Delaware og Det Demokratiske Parti i Kongressen fra 15. januar 2009 til 15. november 2010. Kaufman overtog sædet i senatet efter Joe Biden, som blev vicepreæsident i USA. Kaufman stillede ikke op til genvalg i 2010.